# Venetianska inkvisitionen
Den Venetianska inkvisitionen var en kyrklig myndighet i Republiken Venedig i Italien 1547–1797. Dess syfte var att förfölja och lagföra kätteri, häxeri, judendom, helgerån, blasfemi och förbjudna böcker. Venedig var ett centrum för boktryckeri och myndigheten ägnade en stor del av sin tid åt lagföring av "kätterska böcker". Den utformades i samarbete med den romerska inkvisitionen och den venetianska republikens myndighet, därför att Venedig inte ville acceptera den romerska inkvisitionens myndighet på sitt territorium. Den avskaffades när Napoleon erövrade Venedig.